# سله‌سوز
سله‌سوز (به لاتین: Sələsüz، به ارمنی: Սաղուասոն ساقواسونک) یک منطقه مسکونی در جمهوری آذربایجان است که در شهرستان شاهبوز واقع شده است. سله‌سوز ۶۱۱ نفر جمعیت دارد.